# Olympische Winterspiele 2010/Teilnehmer (Niederlande)
| Gelbes Symbol für Goldmedaillen mit stilisierten Olympischen Ringen | Graues Symbol für Silbermedaillen mit stilisierten Olympischen Ringen | Braundes Symbol für Bronzemedaillen mit stilisierten Olympischen Ringen |
| ------------------------------------------------------------------- | --------------------------------------------------------------------- | ----------------------------------------------------------------------- |
| 4                                                                   | 1                                                                     | 3                                                                       |

Die Niederlande nahmen an den Olympischen Winterspielen 2010 im kanadischen Vancouver mit 34 Sportlern in vier Sportarten teil.

## Flaggenträger

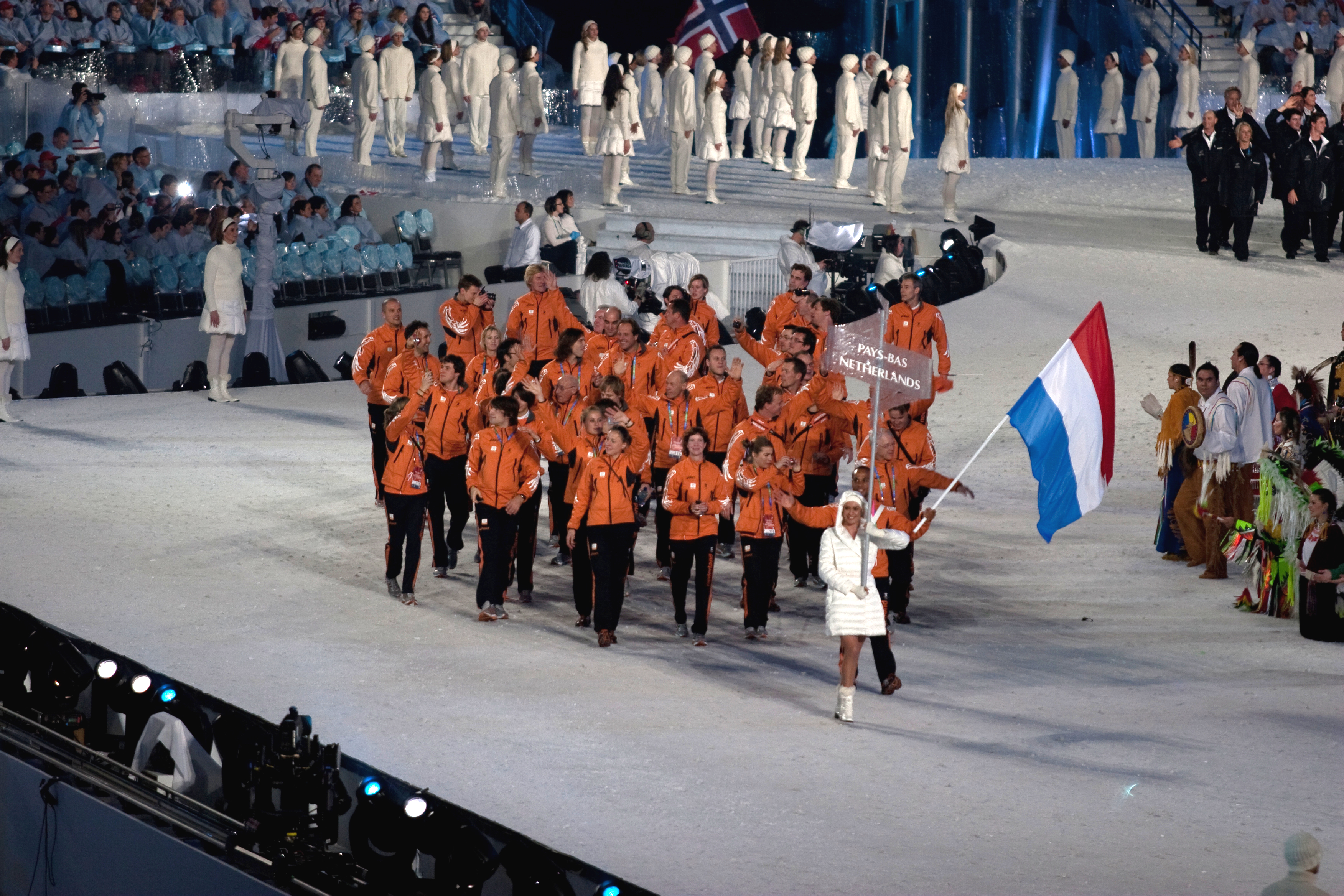
Einmarsch der niederländischen Delegation

Der Bobfahrer Timothy Beck trug die Flagge der Niederlande bei der Eröffnungsfeier, bei der Schlussfeier trug sie der Eisschnellläufer Sven Kramer.

## Medaillengewinner

### Gold
| Name                | Sportart       | Wettkampf             |
| ------------------- | -------------- | --------------------- |
| Sven Kramer         | Eisschnelllauf | 5000 m                |
| Mark Tuitert        | Eisschnelllauf | 1500 m                |
| Ireen Wüst          | Eisschnelllauf | 1500 m                |
| Nicolien Sauerbreij | Snowboard      | Parallel-Riesenslalom |

### Silber
| Name              | Sportart       | Wettkampf |
| ----------------- | -------------- | --------- |
| Annette Gerritsen | Eisschnelllauf | 1000 m    |

### Bronze
| Name                                                   | Sportart       | Wettkampf      |
| ------------------------------------------------------ | -------------- | -------------- |
| Laurine van Riessen                                    | Eisschnelllauf | 1000 m         |
| Bob de Jong                                            | Eisschnelllauf | 10.000 m       |
| Jan Blokhuijsen Sven Kramer Simon Kuipers Mark Tuitert | Eisschnelllauf | Teamverfolgung |

## Teilnehmer nach Sportarten

### Bob
| Männer - Timothy Beck (Vierer) - Arnold van Calker (Vierer) - Edwin van Calker (Zweier, Vierer) Zweierbob: 14. Platz - Sybren Jansma (Zweier, Vierer) Zweierbob: 14. Platz | Frauen - Esmé Kamphuis (Zweier) - Tine Veenstra (Zweier) 8. Platz |

### Eisschnelllauf
| Männer - Jan Blokhuijsen 5000 m: 9. Platz Teamverfolgung: Bronze - Jan Bos 500 m: 29. Platz 1000 m: 12. Platz - Stefan Groothuis 1000 m: 4. Platz 1500 m: 16. Platz - Bob de Jong 5000 m: 5. Platz 10.000 m: Bronze - Arjen van der Kieft 10.000 m: 9. Platz - Sven Kramer 1500 m: 13. Platz 5000 m: Gold 10.000 m: disqualifiziert Teamverfolgung: Bronze - Simon Kuipers 500 m: 20. Platz 1000 m: 6. Platz 1500 m: 7. Platz Teamverfolgung: Bronze - Ronald Mulder 500 m: 11. Platz - Jan Smeekens 500 m: 6. Platz - Mark Tuitert 1000 m: 5. Platz 1500 m: Gold Teamverfolgung: Bronze | Frauen - Margot Boer 500 m: 4. Platz 1000 m: 6. Platz 1500 m: 4. Platz - Annette Gerritsen 500 m: 35. Platz 1000 m: Silber 1500 m: 7. Platz - Renate Groenewold 3000 m: 10. Platz - Thijsje Oenema 500 m: 15. Platz - Laurine van Riessen 500 m: 19. Platz 1000 m: Bronze 1500 m: 17. Platz - Diane Valkenburg 3000 m: 11. Platz - Jorien Voorhuis 5000 m: 10. Platz - Elma de Vries 5000 m: 11. Platz - Ireen Wüst 1000 m: 8. Platz 1500 m: Gold 3000 m: 7. Platz |

### Shorttrack
| Männer - Niels Kerstholt - Sjinkie Knegt | Frauen - Annita van Doorn - Sanne van Kerkhof - Liesbeth Mau Asam - Jorien ter Mors - Maaike Vos |

### Snowboard
| Männer - Dolf van der Wal (Halfpipe) | Frauen - Nicolien Sauerbreij (Parallel) Gold |